# Altezza Reale (romanzo)
Altezza Reale (Königliche Hoheit) è un romanzo dello scrittore tedesco Thomas Mann, pubblicato per la prima volta nel 1909.
Mann descrisse Altezza Reale come una "fiaba razionale" oppure come una "commedia in forma di romanzo"
Questa opera, come tutte le principali di Thomas Mann, è pervasa dalla descrizione della peculiare decadenza, creatrice di nuovi valori e di nuovi sistemi politico-sociali che ha caratterizzato il mondo occidentale di fine Ottocento. Questa decadenza ambivalente, da un lato minerà gli usi e i costumi tradizionali non solo dell'aristocrazia ma anche della borghesia, dall'altro consentirà il rifiorire di arti, letteratura e ideologie atte a migliorare la vita dell'uomo.
Mann non intende fare proclami né tantomeno inviare messaggi a governanti ed agli innovatori, e piuttosto si rivolge all'uomo.

## Trama
Il romanzo è ambientato nell'immaginario Granducato di Grimmburg e racconta la storia della famiglia granducale ed in particolare del secondogenito del Granduca, Klaus Heinrich, a cui spetta il compito di arrestare la crisi, sposando Imma, la figlia di un miliardario americano.

## Struttura
Il romanzo è composto da dieci capitoli; di seguito sono riportati i loro titoli nella traduzione italiana di Margherita Carbonaro per Mondadori.
- Preludio
- L'impedimento
- Il paese
- Il calzolaio Hinnerke
- Il dottor Überbein
- Albrecht II
- L'alto ufficio
- Imma
- Il compimento
- Il rosaio

## Edizioni
- Thomas Mann, Altezza Reale, traduzione di Lamberto Brusotti, Garzanti, 1974,  p. 278.